# Bustelo (Bóveda)
Bustelo es una localidad del municipio de Bóveda, en la provincia de Lugo, España. Pertenece a la parroquia de Martín y se encuentra muy cerca del límite con el municipio de O Saviñao.
Se encuentra a 665 metros de altitud en la sierra de Regulfe. En 2017 tenía una población de 11 habitantes, 8 hombres y 3 mujeres.